# NGC 3280B
NGC 3280B (ook: NGC 3295B) is een elliptisch sterrenstelsel in het sterrenbeeld Waterslang. Het hemelobject werd in 1880 ontdekt door de Britse astronoom Andrew Ainslie Common.

## Synoniemen
- MCG -2-27-7
- NPM1G -12.0323
- PGC 31156